# رايموند هاميلتون
رايموند هاميلتون (بالإنجليزية: Raymond Hamilton)‏ هو سياسي أسترالي، ولد في 27 مايو 1909 في سينغيلتون في أستراليا، وتوفي في 11 يونيو 1975 في إينفيريل في أستراليا. حزبياً، نشط في حزب العمال الأسترالي. وقد انتخب عضو الجمعية التشريعية نيو ساوث ويلز.